# Оронцо Пульєзе
Оронцо Пульєзе (італ. Oronzo Pugliese; 5 квітня 1910, Турі, Італія — 11 березня 1990, там же) — італійський футболіст. По завершенні ігрової кар'єри — тренер.

## Ігрова кар'єра
У дорослому футболі дебютував виступами за команду клубу «Джоя дель Колле».
Своєю грою за цю команду привернув увагу представників тренерського штабу клубу «Казамассіма», до складу якого приєднався 1931 року й відіграв за цей клуб наступний сезон своєї ігрової кар'єри.
1933 року уклав контракт з клубом «Мольфетта», у складі якого провів наступний рік своєї кар'єри гравця.
Згодом з 1934 по 1937 рік грав у складі команд клубів «Фрозіноне», «Монтеваркі» та «Потенца».
З 1937 року один сезон захищав кольори команди клубу «Сіме Пополі». З 1938 року сім сезонів захищав кольори команди клубу «Сіракуза».
З 1945 року один сезон захищав кольори команди клубу «Мессіна». Завершив професійну кар'єру футболіста 1947 року виступами за команду цього ж клубу.

## Кар'єра тренера
Розпочав тренерську кар'єру, ще продовжуючи грати на полі, 1939 року, очоливши тренерський штаб клубу «Леонцьо». 1955 року став головним тренером команди «Реджина», тренував команду з Реджо-Калабрія три роки.
Згодом протягом 1958—1959 років очолював тренерський штаб клубу «Сієна». Протягом сезону 1959—1960 тренував клуб «Сіракуза».
1960 року прийняв пропозицію повернутись до клубу «Сієна». Залишив клуб зі Сьєни 1961 року.
Протягом 4 років, починаючи з 1961, був головним тренером команди «Фоджа».
1965 року був запрошений керівництвом клубу «Рома» очолити його команду, з якою пропрацював до 1968 року.
З 1969 і по 1969 рік очолював тренерський штаб команди «Болонья». 1969 року став головним тренером команди «Барі», тренував команду з Барі один рік.
Згодом протягом 1971—1971 років очолював тренерський штаб клубу «Фіорентина». 1973 року прийняв пропозицію попрацювати у клубі «Болонья». Залишив болонську команду 1973 року.
Протягом одного року, починаючи з 1975, був головним тренером команди «Авелліно».
Протягом тренерської кар'єри також очолював команди клубів «Мессіна», «Іджеа Віртус», «Рьюніте Мессіна», «Беневенто», «Ніссена», «Луккезе-Лібертас» та «Термолі», а також входив до тренерського штабу клубу «Сіракуза».
Останнім місцем тренерської роботи був клуб «Кротоне», головним тренером команди якого Оронцо Пульєзе був з 1977 по 1978 рік.

## Статистика виступів

### Статистика клубних виступів
| Сезон                | Команда              | Чемпіонат            | Чемпіонат | Чемпіонат | Національний кубок | Національний кубок | Національний кубок | Усього | Усього |
| Сезон                | Команда              | Ліга                 | Ігор      | Голів     | Ліга               | Ігор               | Голів              | Ігор   | Голів  |
| -------------------- | -------------------- | -------------------- | --------- | --------- | ------------------ | ------------------ | ------------------ | ------ | ------ |
| 1938–39              | «Сіракуза»           | C                    | 21        | 0         | КІ                 | 0                  | 0                  | 21     | 0      |
| 1939–40              | «Сіракуза»           | C                    | 25        | 0         | КІ                 | 6                  | 0                  | 31     | 0      |
| 1940–41              | «Сіракуза»           | C                    | 21+6      | 0         | КІ                 | 2                  | 0                  | 29     | 0      |
| 1941–42              | «Сіракуза»           | C                    | 24        | 0         | -                  | -                  | -                  | 24     | 0      |
| 1942–43              | «Сіракуза»           | C                    | 11        | 0         | -                  | -                  | -                  | 11     | 0      |
| 1944–45              | «Сіракуза»           | CS                   | ?         | ?         | -                  | -                  | -                  | ?      | ?      |
| Усього за «Сіракузу» | Усього за «Сіракузу» | Усього за «Сіракузу» | 102+ +6   | 0+        |                    | 8                  | 0                  | 116+   | 0+     |

## Досягнення

### Як гравця
- Чемпіон Серії C: 1940–41